# Paevere
Koordinaten: 58° 18′ N, 22° 18′ O
Paevere (deutsch Padel) ist ein Dorf (estnisch küla) auf der größten estnischen Insel Saaremaa. Es gehört zur Landgemeinde Saaremaa (bis 2017: Landgemeinde Lääne-Saare) im Kreis Saare.
Das Dorf hat 59 Einwohner (Stand 1. Januar 2016). Seine Fläche beträgt sieben Quadratkilometer.
Der Ort liegt sechs Kilometer nordwestlich der Inselhauptstadt Kuressaare. Die Gegend stand mit kurzen Unterbrechungen vom 15. Jahrhundert bis zur Enteignung im Zuge der estnischen Landreform 1919 im Besitz der adligen deutschbaltischen Familie Buxhövden.